# Novartis
Novartis (Novartis AG) is een Zwitsers bedrijf. Het produceert en verkoopt voornamelijk medicijnen. De hoofdzetel bevindt zich in Bazel. Het bedrijf is in 1996 ontstaan door de fusie van Ciba-Geigy AG en Sandoz. In Nederland is het hoofdkantoor gevestigd in Amsterdam. Het Belgisch hoofdkantoor bevindt zich in Vilvoorde, vlak bij Brussel.

## Activiteiten
Novartis is een belangrijke producent van geneesmiddelen. De producten worden in zo'n 180 landen door ongeveer 1 miljard mensen gebruikt. Europa en Noord-Amerika zijn de belangrijkste afzetregio's. Bij de onderneming werken bijna 80.000 mensen. In 2024 werd US$ 10 miljard besteed aan onderzoek en ontwikkeling van nieuwe producten. Bijna 19.000 mensen zijn hiermee actief.

### Medicijnen
In 2024 waren 20 producten verantwoordelijk voor 80% van de omzet. Entresto is veruit het belangrijkste medicijn met een jaaromzet van bijna acht miljard doller.
Belangrijke medicijnen die de firma produceert, zijn:
| - Citalopram (depressiviteit, angststoornissen) - Diovan en Co-Diovan (hoge bloeddruk) - Elidel (eczeem) - Entresto (hartfalen) - Femara (borstkanker) - Galvus (diabetes) - Glivec (leukemie) - Lucentis (oogaandoeningen) | - Onbrez (COPD) - Rasilez (hoge bloeddruk) - Ritalin (ADHD) - Sintrom (anti-trombosemiddel/bloedstollingsremmer bij hartkwalen) - Voltaren (tegen ontsteking en pijn) - Xolair (ernstig allergisch astma) - Zelmac (prikkelbaredarmsyndroom) - Zometa (kanker) |

Het aandeel Novartis wordt verhandeld aan de beurzen van Swiss Exchange in Zürich en ADR's zijn genoteerd in de Verenigde Staten. Volgens de statuten is het stemrecht van de individuele aandeelhouder beperkt tot maximaal 2%. 

### Overnames en desinvesteringen
Novartis ontstond in 1996 na een fusie van Ciba-Geigy en Sandoz. Geigy, een handelsonderneming van chemicaliën en kleurstoffen werd medio 18e eeuw opgericht in Bazel, Ciba begon met de productie van kleurstoffen in 1859 en Sandoz werd opgericht in 1886 en was een producenten van chemicaliën. Ciba en Geigy fuseerden in 1970 en gingen verder onder de naam Ciba-Geigy. In 1996 werd de fusie aangekondigd met Sandoz, het was een aandelenruil waarbij de aandeelhouders van Sandoz 55% en die van Ciba-Geigy 45% van het nieuwe te vormen Novartis in handen kregen. De jaaromzet van Ciba-Geigy was toen zo'n 13 miljard euro en die van Sandoz ongeveer 9 miljard euro.
In april 2014 maakte Novartis bekend voor US$ 16 miljard (11,6 miljard euro) de oncologie-divisie van het Britse GlaxoSmithKline (GSK) te kopen. Verder verkoopt Novartis de vaccinactiviteiten, exclusief de griepmiddelen, aan GSK voor maximaal 7,1 miljard dollar. Tot slot ging het een samenwerkingsverband aan met GSK op het gebied van gezondheidszorg voor consumenten waarbij Novartis een belang van 36,5% krijgt. Deze joint venture verkoopt bekende producten zoals Sensodyne en Voltaren. De jaarlijkse omzet van dit onderdeel was ongeveer 8 miljard euro. In maart 2018 verkocht Novartis zijn aandelenbelang in de joint venture aan GSK voor US$ 13 miljard.

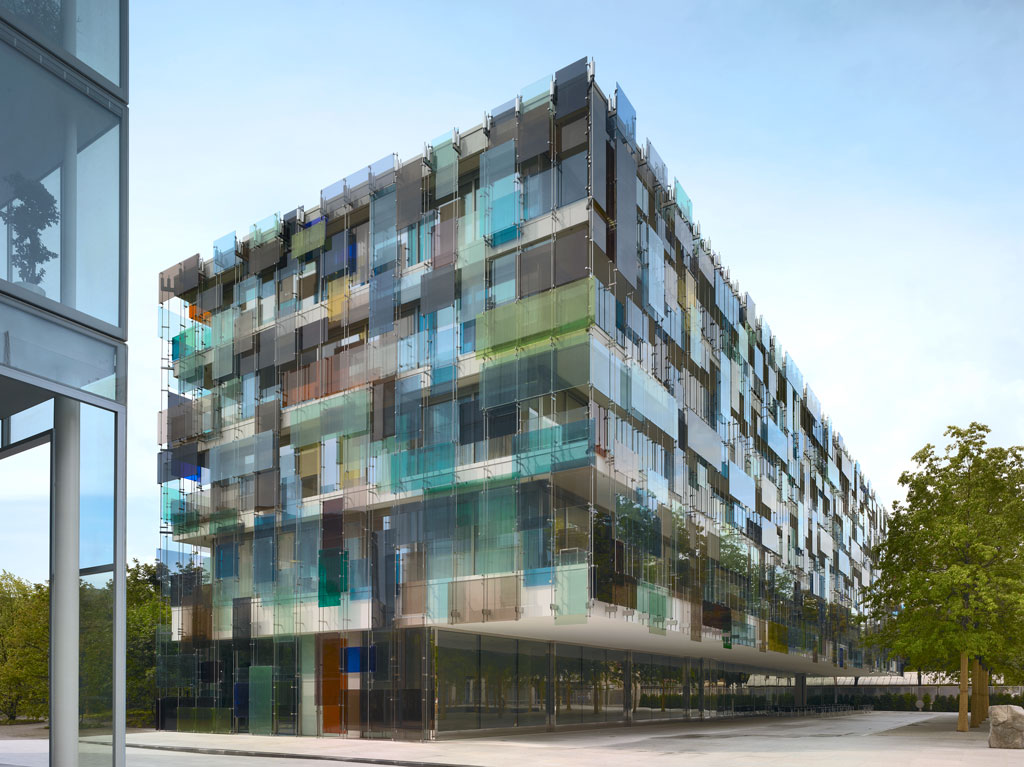
Gebouw Forum 3 op de Novartis-campus in Bazel (Diener & Diener, 2005)

In januari 2015 verkocht Novartis de divisie diergezondheid aan de Amerikaanse branchegenoot Eli Lilly. Eli Lilly betaalde US$ 5,4 miljard (circa 4,4 miljard euro) voor het onderdeel dat medicatie voor dieren maakt.
In 2018 nam Novartis het Amerikaanse biotechbedrijf AveXis over voor US$ 8,7 miljard. AveXis ontwikkelt een gentherapie tegen spinale musculaire atrofie (SMA), een bijna altijd fatale spierziekte. De overnameprijs van US$ 218 per aandeel lag 70% boven de gemiddelde koers van AveXis in de voorafgaande 30 dagen. Op het moment van overname had AveXis nog geen toegelaten producten, tussen 2012 en 2017 maakte het bedrijf geen omzet en had het alleen maar kosten voor de ontwikkeling van nieuwe medicijnen. Het cumulatief verlies over deze periode bedroeg ongeveer US$ 350 miljoen. De therapie, bekend als AVXS-101 of Zolgensma werd in mei 2020 goedgekeurd maar leidde tot een schandaal vanwege datamanipulatie die echter van dermate gering belang was dat de FDA geen boete oplegde.
In juni 2018 maakte Novartis bekend Alcon te gaan verzelfstandigen. Novartis heeft destijds ruim US$ 50 miljard betaald, maar Alcon is sindsdien in waarde gehalveerd. Aandeelhouders van Novartis moeten nog instemmen met de plannen. Alcon als zelfstandige onderneming zal een jaaromzet krijgen van ongeveer US$ 7 miljard en ruim 20.000 werknemers. Het hoofdkantoor komt in Zwitserland, en de aandelen worden genoteerd aan beurzen in Zwitserland en de Verenigde Staten. Op 9 april 2019 werd de verzelfstandiging afgerond en staan de aandelen Alcon genoteerd aan de Swiss Exchange.
In mei 2019 maakte Takeda Pharmaceutical bekend zijn droge-ogenmedicijn, Xiidra, aan Novartis te gaan verkopen. De transactie heeft een waarde van US$ 3,4 miljard, waar nog bijna US$ 1,9 miljard bij kan komen mits aan bepaalde financiële doelstellingen wordt voldaan.
Begin november 2021 maakte Novartis bekend al zijn aandelen Roche, 53,3 miljoen aandelen of een belang van 33%, te verkopen. Roche neemt de aandelen over en betaalt daarvoor US$ 20,7 miljard. In de periode 2001-2003 werd het belang gekocht voor zon US$ 5 miljard. Naast de verkoopopbrengst heeft Novartis ook nog in totaal US$ 6 miljard aan dividenden ontvangen. De transactie werd op 6 december 2021 afgerond en de boekwinst voor Novartis was zo'n US$ 14 miljard.
In augustus 2022 maakte het bedrijf bekend Sandoz, een bedrijfsonderdeel gericht op generieke geneesmiddelen, af te gaan splitsen. Het krijgt een beursnotering in Zwitserland tenzij er een aantrekkelijk bod op Sandoz wordt gedaan. Met deze transactie completeert bestuursvoorzitter Narasimhan de transformatie van Novartis die hij beoogde sinds zijn aantreden in 2018. Sandoz behaalt een jaaromzet van US$ 9,6 miljard en dit is in de afgelopen jaren redelijk stabiel gebleven. In september 2023 stemden de aandeelhouders in. De aandeelhouders Novartis krijgen één aandeel Sandoz voor elke vijf aandelen Novartis. Op 4 oktober startte de handel in aandelen Sandoz op de Swiss Exchange.
Novartis maakte in februari 2025 bekend het biofarmaceutisch bedrijf Anthos Therapeutics te gaan overnemen. De koopsom kan oplopen tot US$ 3,1 miljard, waarvan US$ 925 miljoen direct en met een mogelijkheid aanvulling van maximaal US$ 2,15 miljard wanneer bepaalde commerciële doelen worden behaald. Anthos maakt medicijnen voor het hart en vaatstelsel. Naar verwachting wordt de transactie nog in het eerste halfjaar van 2025 afgerond.

## Octrooien
Het derde kwartaal van 2019 leverde Novartis recordwinsten op, onder meer door de verkoop van Zolgensma, een gentherapie tegen de zeldzame spierziekte SMA voor kinderen onder de twee jaar. Voor de financiering van de zorg voor een Antwerps patiëntje werd met succes een heuse sociale mediacampagne gevoerd, die 1,9 miljoen euro opleverde.
In december 2019 trok het bedrijf een van zijn in 2018 door het Europees Octrooibureau verleende octrooien in voor Kymriah, een innovatieve, maar dure gentherapie waarbij de eigen bloedcellen van de patiënt genetisch worden aangepast zodat ze zelf in staat zijn om kankercellen te vernietigen. Dit gebeurde na protest van Dokters van de Wereld en het Zwitserse Public Eye, die erop wezen dat het octrooi onzorgvuldig was toegekend, waardoor Novartis onterecht een monopoliepositie had verworven. Als gevolg van de intrekking kunnen ziekenhuizen nu zelf een biosimilaire versie ontwikkelen tegen een veel lagere kost..

## Milieuramp
Op 1 november 1986 kwam bij een brand bij voorganger Sandoz bluswater vermengd met ongeveer twintig ton pesticiden in de Rijn terecht. Dit zorgde stroomafwaarts voor vissterfte over een afstand van honderden kilometers.
- Biblioteca Nacional de España: XX200153
- Bibliothèque nationale de France: cb13190060g (data)
- Catàleg d'autoritats de noms i títols de Catalunya: 981058517441806706
- Gemeinsame Normdatei: 2163228-5
- Historisch woordenboek van Zwitserland: 043678
- International Standard Name Identifier: 0000 0001 1515 9979
- Library of Congress Control Number: n98048862
- Nationale Bibliotheek van Tsjechië: ko2003198510
- Nationale Bibliotheek van Israël: 987007431250405171
- Système universitaire de documentation: 035447486
- Virtual International Authority File: 125985140